# Callichthys serralabium
Callichthys serralabium là một loài cá da trơn nước ngọt nhiệt đới thuộc chi Callichthys trong họ Callichthyidae. Loài này được tìm thấy ở thượng nguồn sông Orinoco và hạ lưu Río Negro của sông Amazon, thuộc Venezuela và Brazil.

## Tên gọi
Cái tên serralabium được ghép từ serra ("cái cưa") và labium ("môi"), ám chỉ đến những khía răng cưa của mép môi dưới, là đặc điểm nhận biết nó với các thành viên khác trong chi Callichthys.

## Mô tả
Như đã đề cập ở trên, môi dưới C. serralabium có những đường răng cưa nhọn, trong khi các loài Callichthys khác lại nhẵn. C. serralabium có 8 - 9 vây tia ở vây ngực (thay vì 6 - 7) và những mảng màu sẫm tối chạy dọc hai bên sườn của cá thể trưởng thành. Cá con có sọc màu sặc sỡ hơn. Cá trưởng thành sẽ dài tới 15,8 cm.
C. serralabium có thân dài và đầu chúi về phía trước. Mõm cá gần như hình tam giác. Phần thân tính từ mõm đến vây lưng có vài điểm lồi. Phần xương ức của cá đực phát triển mạnh và rất dày. Vây mái chèo và vây đuôi được bo tròn; vây lưng và vây ngực có ngạnh; vây mỡ có ngạnh nhọn, có thể ấn xuống.